# Guillaume Dietsch
Guillaume Dietsch (* 17. April 2001 in Forbach, Moselle) ist ein französischer Fußballtorwart und steht beim F.C.V. Dender E.H. in der Division 1A unter Vertrag. 

## Karriere

### Verein
Guillaume Dietsch wuchs im lothringischen Lixing-lès-Rouhling unweit der deutschen Grenze auf. Er trat dem ortsansässigen AS Lixing-lès-Rouhling bei, bevor er 2009 zu US Alsting-Zinzing wechselte. Später schloss sich Dietsch der US Forbach an, ehe er dann in die Fußballschule des FC Metz wechselte. Zur Saison 2020/21 wurde Dietsch gemeinsam mit fünf anderen Mitspielern aus Metz nach Belgien an RFC Seraing verliehen. Am 24. August 2020 gab er im Alter von 19 Jahren beim 5:3-Sieg am ersten Spieltag im Zweitligaspiel bei Lommel SK sein Profidebüt. Guillaume Dietsch setzte sich beim RFC Seraing durch und absolvierte in der regulären Saison 26 von 28 möglichen Spiele. Er qualifizierte sich mit dem Verein für die Relegationsspiele, in denen er auch spielte und Seraing sich gegen den Erstligisten Waasland-Beveren durchsetzte und in die Division 1A aufstieg.
Ende Mai 2021 wurde Dietschs Vertrag bei Metz bis Sommer 2023 verlängert. Zugleich wurde die Ausleihe nach Seraing für die Saison 2021/22 verlängert. In dieser Saison waren es 35 von 36 möglichen Ligaspielen sowie ein Pokalspiel. Durch einen Auswärtssieg und ein Remis zu Hause in den Relegationsspiele gegen RWD Molenbeek sicherte sich der Verein den Klassenerhalt. Im Sommer 2022 wurde Guillaume Dietsch dann erneut an den RFC Seraing verliehen und zudem sein Vertrag bei den Metzern bis Juni 2025 verlängert. In der Saison 2022/23 fiel er zwischenzeitlich wegen eines Wadenbeinbruches aus, ansonsten war er weiterhin Stammtorwart. Nach einer 0:2-Niederlage am 32. Spieltag im Auswärtsspiel gegen den FC Brügge stieg der RFC Seraing vorzeitig wieder in die zweite Liga ab. Im Sommer 2023 kehrte er dann nach Metz zurück und kam am 5. November im Auswärtsspiel bei Olympique Lyon (1:1) zu seinem Profidebüt in der Ligue 1, als er in der 18. Minute für den verletzten Alexandre Oukidja auf das Feld kam. Es blieb sein einziger Einsatz in dieser Saison. Im Juli 2024 wechselte er zum F.C.V. Dender E.H., wo er in seiner ersten Saison auf vier Einsätze in 40 möglichen Ligaspielen kam. Drei Einsätze erfolgten dabei gegen Ende der Europa Play off-Runde zu einem Zeitpunkt, als Dender keine Chance mehr auf den Gewinn dieser Runde hatte.

### Nationalmannschaft
Von 2016 bis 2017 spielte Guillaume Dietsch in 7 Partien für die französische U16-Nationalmannschaft und nahm dabei am Tournoi de Val-de-Marne teil, welches 2016 von Frankreich gewonnen werden konnte. Später absolvierte er von 2018 bis 2019 5 Spiele für die U18-Mannschaft Frankreichs. Danach gehörte Dietsch zum Kader der U19-Nationalmannschaft Frankreichs und gehörte bis zur Unterbrechung des internationalen Spielbetriebs auch zum Aufgebot der französischen U19 für die Qualifikation zur U19-Europameisterschaft 2020 in Nordirland. Dabei absolvierte er für die U19-Auswahl 4 Partien. Dann war Guillaume Dietsch Teil des Kaders der französischen U21-Auswahl, für die er am 24. März 2022 beim 2:0-Sieg im EM-Qualifikationsspiel gegen die Färöer-Inseln sein Debüt gegeben hatte.